# Festive-Plateau
Das Festive-Plateau ist ein eisbedecktes und 2200 m hohes Plateau in der antarktischen Ross Dependency. Mit einer Länge von rund 16 km und einer Breite von etwa 5 km liegt es nördlich des Mount Longhurst in den Cook Mountains. 
Benannt wurde es von zwei Mitgliedern der Darwin-Gletscher-Gruppe der Commonwealth Trans-Antarctic Expedition (1955–1958), die Weihnachten 1957 auf dem Plateau verbrachten.